# Oligosoma eludens
Oligosoma eludens — вид сцинкоподібних ящірок родини сцинкових (Scincidae). Ендемік Нової Зеландії. Описаний у 2024 році.

## Поширення і екологія
Ophiomorus eludens відомий з типової місцевості, розташованої в горах Хокдаун. Іда і Сент-Батанс на півночі регіону Отаго на півдні Південного острова Нового Зеландії, на висоті 1500 м над рівнем моря. Вони живуть на альпійських луках, поблизу осипів.